# SPSR-Klasse 300
Die South Persian State Railways (SPSR), die früher die rund 500 km lange Bahnstrecke zwischen Bandar-e Schahpur und Salehabad betrieben, bestellten 1931 bei Baldwin Locomotive Works vier Dampflokomotiven mit der Achsfolge 1’C. Die SPSR bestand auf eine Lieferung innerhalb zehn Wochen, was Baldwin einhalten konnte. Die Maschinen der Klasse 300 wurden im Frühjahr 1932 per Schiff in den Iran (damals Persien genannt) geliefert.
Später wurden die Lokomotiven von der Iranischen Staatsbahn (RAI) der Klasse 31.2 zugeordnet und bekamen die Nummern 31.21 bis 31.24. Über die Einsatzzeit und den weiteren Verbleib der Maschinen ist nichts bekannt.